# UEFA Europa League
La UEFA Europa League è una competizione calcistica continentale per le squadre di club organizzata dalla UEFA, la seconda per prestigio dopo la UEFA Champions League.
La denominazione di Europa League sostituì nel 2009 quella storica di Coppa UEFA. Sotto quest'ultimo nome, la competizione era stata istituita nel 1971 dall'UEFA, andando a prendere de facto il posto della precedente Coppa delle Fiere (1955-1971), manifestazione internazionale privata di cui l'UEFA aveva acquisito i diritti; non essendo stata coinvolta nell'organizzazione della "Fiere", l'UEFA non la riconosce de iure tra le competizioni confederali e non avalla una continuità storico-statistica tra essa e la successiva Coppa UEFA/Europa League. Con l'avvio della Coppa UEFA, la qualificazione delle singole squadre venne determinata da criteri oggettivi, pur se nell'immediato fu mantenuto il precedente sistema a invito della Coppa delle Fiere; solo dal 1980 l'accesso sarà regolamentato tramite il ranking UEFA.
È riservata alle compagini classificatesi nei rispettivi campionati nazionali immediatamente dopo quelle aventi diritto a partecipare alla Champions League. Dal 1999, in seguito all'abolizione della Coppa delle Coppe UEFA, ha inglobato anche le tradizionali partecipanti a quella competizione, ossia le vincitrici o, fino al 2015, le finaliste perdenti delle varie coppe nazionali. Nel 2009, dopo trentotto edizioni, ne è stato modificato il formato in seguito all'abolizione della Coppa Intertoto UEFA, dando vita all'Europa League che segue un modello più simile a quello della Champions League, allo scopo di rendere il torneo più spettacolare e maggiormente appetibile anche dal punto di vista dei diritti televisivi e degli sponsor.
Dal 2000, in luogo della soppressa Coppa delle Coppe, la squadra campione acquisisce il diritto a partecipare alla Supercoppa UEFA contro la detentrice della Champions League; il club vincitore dell'Europa League, inoltre, dal 2015 ottiene la qualificazione d'ufficio alla successiva edizione della Champions League, e dal 2023 il diritto a partecipare alla UEFA-CONMEBOL Club Challenge contro i vincitori della Coppa Sudamericana.
Il trofeo è stato vinto finora da trenta società diverse, quattordici delle quali lo hanno conquistato due o più volte. La squadra più titolata è il Siviglia, con sette successi in altrettante finali disputate (anch'esso record); è inoltre ad oggi l'unico club capace di aggiudicarsi la manifestazione per tre stagioni consecutive.
Madrid è diventata nel 2010 la prima città a poter vantare due squadre vincitrici almeno una volta della competizione, a cui si è aggiunta nel 2013 la città di Londra.

## Storia

### Anni settanta: origine ed evoluzione

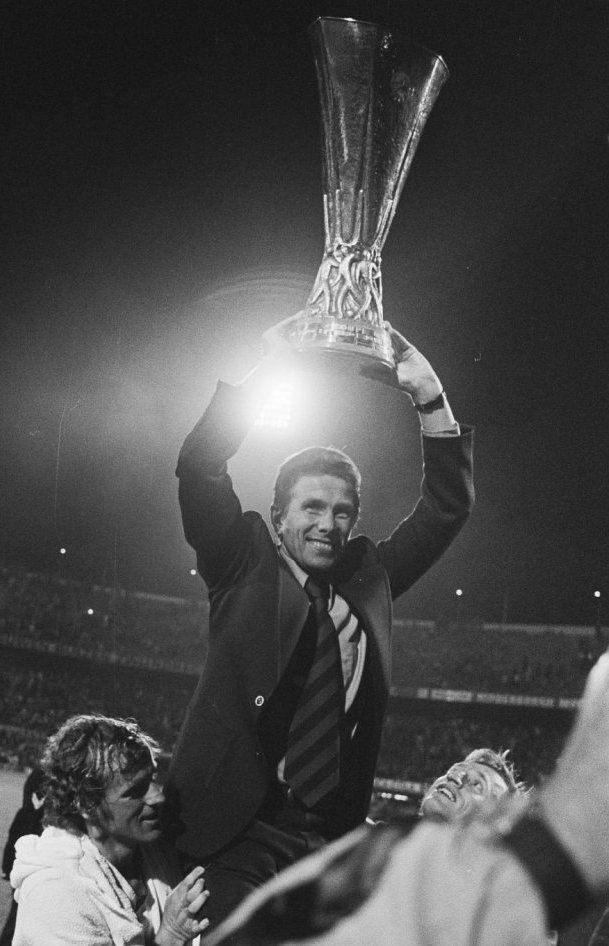
Wiel Coerver, tecnico del, solleva il trofeo vinto nell'edizione 1973-74.

Creata sul calco della previgente Coppa delle Fiere – rispetto alla quale cambiò regolamento nonché formato e sistema di qualificazione –, in confronto a Coppa dei Campioni e Coppa delle Coppe UEFA constava di 64 squadre partecipanti, ovvero il doppio delle altre due competizioni, di un turno in più e di finale con andata e ritorno. Il numero di club complessivamente spettante a una stessa nazione era stabilito preventivamente, da un minimo di una a un massimo di quattro, per principio e d'ufficio, assegnando quattro partecipanti all'Inghilterra, all'Italia e alla Germania Ovest.
Fino al 1979, anno di introduzione del coefficiente UEFA, la confederazione assegnava per meriti sportivi il numero di club rappresentanti per associazione, fino a un massimo di quattro, i quali non dovevano essere qualificati alle altre due competizioni stagionali e/o detentori delle stesse. Tale aspetto decretava il posizionamento della Coppa UEFA come terza competizione europea per club in ordine gerarchico, nonostante il suo prestigio e interesse mediatico fosse complessivamente superiore a quello della precedente Coppa delle Fiere: quando un club qualificatosi per una delle due competizioni maggiori si piazzava, nel proprio campionato nazionale, nella cosiddetta zona UEFA, veniva effettuato uno scorrimento della classifica per riattribuire ad altra società il diritto di partecipare alla competizione; a tale prassi si sottraeva la Germania Ovest, che fino al 1975 riassegnava il posto alla perdente della coppa nazionale, come avvenne ad esempio nel 1974 per l'Amburgo.
Va sottolineato il fatto che all'Inghilterra, dove si disputavano due coppe nazionali (una organizzata dalla Federcalcio nazionale e l'altra dalla Lega di massima divisione), venne concesso il privilegio di iscrivere alla Coppa UEFA la vincitrice (ma, si badi bene, mai la finalista perdente) della seconda coppa nazionale, riducendo conseguentemente di una unità i posti assegnati mediante la classifica del campionato. Anche questa regola era inserita d'ufficio: ad altre nazioni in situazione analoga, come la Scozia, non fu mai concessa tale possibilità. Altra particolarità inglese fu il mantenimento, fino al 1975, del puro regolamento della Coppa delle Fiere, che prevedeva la partecipazione per città e non per squadre: per tale motivo, ad esempio, nel 1973 l'Arsenal non si qualificò in coppa nonostante il suo secondo posto in campionato, e ciò perché Londra era già rappresentata dal Tottenham vincitore della Football League Cup.
La prima vincitrice della Coppa UEFA fu il succitato Tottenham nel 1972, nella finale tutta inglese con il Wolverhampton. In queste prime edizioni, caratterizzate da un netto predominio di club provenienti da paesi anglosassoni (Inghilterra, Germania Ovest e Paesi Bassi), particolare fu l'edizione "autarchica" che si disputò nel 1977, vinta dalla Juventus contro l'Athletic Bilbao, nella cui finale – la prima tra due squadre dell'Europa meridionale – furono contrapposte la squadra bianconera, formata completamente da giocatori italiani, e quella biancorossa, composta unicamente da elementi baschi. Le due plurivincitrici del decennio furono gli inglesi del Liverpool e i tedeschi occidentali del Borussia M'gladbach, con due affermazioni a testa.

### Anni ottanta e novanta: affermazioni prestigiose, il dominio italiano

Dino Zoff, il primo vincitore della coppa sia da giocatore sia da allenatore, sempre con la, rispettivamente nel 1976-77 e 1989-90.

Nel 1979 la UEFA introdusse un coefficiente per nazioni onde assegnare i posti alle varie federazioni: subito applicato ai campionati, ebbe effetto sulla coppa dal 1980. Tutte le 32 federazioni avevano un posto nelle coppa, mentre per l’altra metà degli ingressi le nazioni dal 21º posto in su ne ottenevano un secondo, quelle dall'8º in su un terzo, mentre quattro posti erano riservati alle tre nazioni migliori. Gli anni '80 videro l'affermarsi di grandi squadre, tra cui si segnalarono i due successi consecutivi dei pluricampioni europei del Real Madrid, nel 1985 e nel 1986, che rimarranno per lungo tempo gli unici in grado di vincere la competizione per due volte consecutive: soltanto i connazionali del Siviglia saranno in grado di bissarli nel nuovo formato nel 2007 e nel 2015, per poi superarli nel 2016 con tre affermazioni consecutive. Degno di nota fu anche il ciclo vincente del club svedese IFK Göteborg, capace di aggiudicarsi il trofeo per ben due volte: nell'edizione del 1982 sconfisse in finale il ben più quotato Amburgo (vincitore l'anno seguente della Coppa dei Campioni), mentre nel 1987 ebbe la meglio sugli scozzesi del Dundee Utd.
Dalla fine degli anni ottanta e per tutti gli anni novanta, si ebbe un dominio delle squadre italiane nella manifestazione, che tra il 1989 e il 1999 fu vinta per ben otto volte su undici da squadre militanti nel campionato italiano (con un totale di quattordici presenze in finale, dove solo l'epilogo del 1996 non vide presente una squadra italiana). Fu il Napoli di Diego Armando Maradona ad aprire questo periodo d'oro, battendo in finale i tedeschi occidentali dello Stoccarda. Nel 1990 ci fu una finale tutta italiana, la prima di una serie di quattro (1990, 1991, 1995, 1998), in cui la Juventus ebbe la meglio sulla Fiorentina.
Nel 1991 fu l'Inter ad aggiudicarsi l'ultimo atto contro la Roma, in un'edizione che vide l'arrivo di quattro squadre italiane ai quarti: giunsero infatti tra le prime otto anche Atalanta e Bologna. Nel 1992 furono invece gli olandesi dell'Ajax a vincere, dopo aver eliminato il Genoa in semifinale e il Torino in finale. Seguirono nuovi successi per Juventus e Inter: furono Borussia Dortmund e Austria Salisburgo, rispettivamente nel 1993 e nel 1994, a cedere il passo in edizioni che videro ancora positivi risultati per le italiane, in particolare nel 1994, con la Juventus eliminata ai quarti dal Cagliari, poi estromesso dall'Inter in semifinale.

L'italiano Giuseppe Bergomi, con 96 partite giocate tutte per l', è il primatista di presenze nella manifestazione.

Fu il Parma di Nevio Scala a vincere nel 1995 in una finale ancora una volta tutta italiana con la Juventus. L'egemonia italiana si interruppe temporaneamente nel 1996, quando la finale vide i tedeschi del Bayern Monaco avere la meglio sul Bordeaux; in tale occasione i francesi furono a loro volta autori di un percorso di rilievo, rimanendo gli unici ad aver raggiunto l'epilogo del torneo partendo dalla Coppa Intertoto UEFA – quest'ultima nel frattempo divenuta, dal 1995, una competizione che qualificava alla Coppa UEFA.
Nel 1997 trionfò ancora una formazione tedesca, lo Schalke 04, superando l'Inter ai tiri di rigore nell'ultima finale giocata su sfide di andata e ritorno. I nerazzurri si rifecero nella stagione successiva, nella quarta finale tutta italiana in meno di dieci anni, battendo la Lazio, nel primo atto conclusivo della competizione giocato in gara unica, al Parco dei Principi di Parigi. Nel 1999 fu il Parma, per la seconda volta dopo il trionfo di quattro anni prima, ad aggiudicarsi il trofeo battendo in finale l'Olympique Marsiglia, con i francesi che a loro volta avevano eliminato in semifinale il Bologna, partito dall'Intertoto.

### 1999: fusione con la Coppa delle Coppe
Con l'allargamento della UEFA Champions League fino a quattro squadre per le prime tre nazioni della graduatoria, nel 1999 la Coppa delle Coppe UEFA venne abolita per andare a fondersi con la Coppa UEFA, scelta che comportò l'aumento del numero di squadre partecipanti al tabellone principale da 64 a 96 e l'introduzione di un ulteriore turno ad eliminazione diretta. Con questa nuova formula fu introdotto il ripescaggio delle squadre terze classificate nella prima fase a gironi della Champions League nei sedicesimi di finale di Coppa UEFA. 
Come conseguenza di queste riforme, nazioni come l'Inghilterra, la Spagna e l'Italia si trovarono spesso a qualificare con successo quattro squadre alla Champions League e a relegare quindi in Coppa UEFA le quinte e seste classificate dei campionati, nonché la vincitrice della coppa nazionale – che però non di rado risultava già qualificata in Champions League così come la finalista perdente, mandando quindi in UEFA la settima classificata in campionato.
Nel 2004-05 fu apportata un'importante novità regolamentare: fu introdotto un secondo turno preliminare e ciò permise di ridurre il numero di squadre partecipanti al primo turno a 80; al primo turno a eliminazione diretta seguì per la prima volta una fase di qualificazioni autunnale a gironi (otto gruppi da cinque squadre), che emulò il formato della più nota Champions League. Tale formato durò fino alla stagione 2008-09.
Questo decennio vide la fine all'egemonia italiana sulla competizione, mentre salirono alla ribalta internazionale, anche solo arrivando in finale, realtà emergenti: spiccò su tutti l'esempio del Siviglia (i cui soli altri trofei risalivano agli anni quaranta), che mise in fila due vittorie nel 2006 e 2007, eguagliando così il blasonato Real Madrid, e in misura minore il Porto di José Mourinho, nel 2003 tornato al successo europeo dopo sedici anni, e poi capace l'anno successivo di migliorarsi, vincendo Champions League e Coppa Intercontinentale. Tra le finaliste degli anni 2000, solo due squadre (Liverpool e Feyenoord) avevano già raggiunto in precedenza l'ultimo atto della Coppa UEFA, mentre per sette di esse questo traguardo rappresentò la prima finale europea in assoluto: di queste, solamente Middlesbrough e Alavés non riuscirono a sollevare il trofeo.
Si assistette anche a una rinascita delle squadre dell'Europa orientale, i cui migliori risultati risalivano ancora al periodo della guerra fredda – con i successi dei cecoslovacchi dello Slovan Bratislava (1969), dei tedeschi orientali del Magdeburgo (1974) e dei sovietici della Dinamo Kiev (1975 e 1986) e della Dinamo Tbilisi (1981) in Coppa delle Coppe, nonché dei rumeni della Steaua Bucarest (1986) e degli jugoslavi della Stella Rossa (1991) in Coppa dei Campioni –; grazie prevalentemente all'arrivo di grandi magnati che investirono su una singola squadra, nelle ultime due edizioni del decennio la Coppa UEFA fu appannaggio dei russi dello Zenit San Pietroburgo (2008) e degli ucraini dello Šachtar (2009).

### 2009: dalla Coppa UEFA all'Europa League

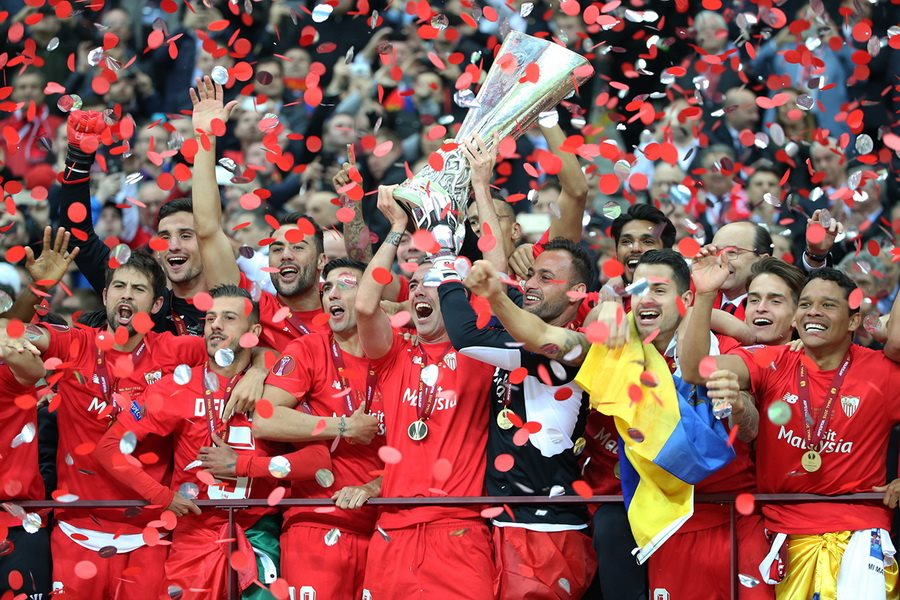
Gli spagnoli del, per sette volte vincitori nel terzo millennio, sono i più titolati nell'albo d'oro della coppa.

Le riforme delle competizioni europee volute dal presidente dell'UEFA, Michel Platini, incisero sulla seconda manifestazione continentale per club in maniera più profonda che sulla UEFA Champions League, a cominciare dalla denominazione che, dopo trentotto anni, mutò in UEFA Europa League.
La lista di accesso venne quasi completamente uniformata, prevedendo un numero fisso, indipendente dal coefficiente UEFA, di tre squadre per ogni nazione di cui una la vincitrice della coppa nazionale (se non ammessa in Champions League). Solo sei nazioni poterono sfuggire alla suddetta regola: da un lato la settima, l'ottava e la nona del ranking, che fino al 2014 godettero di una quarta società ammessa, e dall'altro i microstati di San Marino e Andorra con due società, oltre al Liechtenstein, che, non avendo un proprio campionato, qualificò unicamente la detentrice della coppa nazionale. Inoltre, tre società premiate per il loro fair play continuavano a guadagnare anch'esse l'accesso al primo turno preliminare della manifestazione, derogando così al limite di iscritti per nazione.
Nelle prime tre edizioni nessuna squadra, eccetto l'eventuale detentrice non qualificatasi per la Champions League, veniva esentata dai preliminari; successivamente, dalla stagione 2012-13, alle migliori federazioni del coefficiente confederale fu concesso di iscrivere alcuni club direttamente alla fase a gironi: inizialmente questo privilegio riguardò i vincitori della coppa nazionale dei primi sei paesi, poi dal 2015 fu esteso anche ai migliori piazzati delle prime quattro federazioni (cinque dal 2018) e ai vincitori delle coppe delle nazioni dal settimo al dodicesimo posto. I preliminari si strutturavano su quattro turni (cinque dal 2018), mentre il turno di accesso, differenziato anche tra squadre della stessa nazione, dipendeva dalla posizione nel ranking della federazione; all'ultimo turno preliminare accedevano anche le perdenti del penultimo turno di qualificazione della Champions League, mentre le società che fallivano all'ultimo passaggio l'ingresso nella massima competizione continentale entravano direttamente nella fase a gironi di Europa League.
Questo percorso andava a individuare le 48 squadre (21 dai preliminari, 10 eliminate dalla Champions League e le 17 ammesse direttamente) che davano poi vita alla fase a gironi, mutuando l'identica struttura della Champions League. Alle ventiquattro qualificate (prime due di ogni girone) si aggiungevano poi le terze dei gruppi di Champions League, e a questo punto la competizione continuava a eliminazione diretta, sino alla finale in gara unica con sede predefinita.
Con la nuova denominazione in vigore dell'edizione 2009-2010, la competizione è stata dominata dai club spagnoli, capaci di vincere in ben nove occasioni (2010, 2012, 2014, 2015, 2016, 2018, 2020, 2021 e 2023), con una finale tutta spagnola nel 2012 e comunque con sempre, ad eccezione del 2013, almeno una squadra spagnola tra le migliori quattro, con il massimo raggiunto nel 2012 di tre semifinaliste su quattro. Da sottolineare, in particolare, il Siviglia, capace di vincere il torneo per tre volte consecutive tra il 2014 e il 2016 e poi nuovamente nel 2020 e nel 2023. Un'altra spagnola pluricampione è l'Atlético Madrid, che si è imposto per tre volte, ovvero nel 2010, nel 2012 e nel 2018. Delle quattro edizioni non vinte da spagnole, ben tre sono state conquistate dai club inglesi, ovvero il Chelsea nel 2013 e nel 2019 e il Manchester Utd nel 2017, con una finale tutta inglese nel 2019. Nell'edizione del 2011 c'è stata, invece, un'egemonia del Portogallo, con la vittoria del Porto, nella prima finale tutta portoghese della storia con il Braga; oltre a queste due squadre, arrivò tra le prime quattro anche un'altra portoghese, il Benfica, eliminato in semifinale.

### 2021: introduzione della UEFA Conference League
Nella stagione 2021-22 è stata introdotta una terza competizione europea, la UEFA Conference League – inizialmente nota come UEFA Europa Conference League. Ciò ha comportato importanti modifiche all'Europa League, a partire dal numero di squadre partecipanti alla fase a gironi, che è stato ridotto da 48 a 32. L'accesso diretto alla competizione viene riservato solo alle migliori quindici federazioni del ranking UEFA, mentre le restanti possono partecipare solo se si qualificano alla UEFA Champions League e vengono eliminate dal secondo turno di qualificazione in poi, oppure se vincono la Conference League; come conseguenza, la maggior parte delle squadre che partecipavano ai turni preliminari di Europa League adesso si qualifica ai preliminari di Conference League. Questa nuova struttura delle coppe europee è stata studiata in modo da garantire che in ogni stagione un minimo di trentaquattro federazioni siano rappresentate nei gironi di almeno una delle tre coppe.
Dodici squadre, tra cui i detentori della Conference League, accedono direttamente ai gironi; ad esse si aggiungono dieci club eliminati dalla Champions League. I restanti dieci posti vengono individuati attraverso i turni preliminari, i quali, con la riduzione del numero di squadre partecipanti, sono diminuiti a due. Dai gironi, accedono alla fase a eliminazione diretta sedici squadre (le prime due di ogni gruppo), a cui si aggiungono le otto terze dei gironi di Champions League. Le otto terze classificate dei gruppi di Europa League accedono ai spareggi per gli ottavi di finale della Conference League.

## Formula
Il regolamento della UEFA Europa League ha subito, nel corso degli anni, varie trasformazioni. Dalla stagione 2021-22 fino alla 2023-24, come recita il regolamento ufficiale dell'UEFA, essa è riservata alle squadre piazzatesi alle spalle dei qualificati alla Champions League (solo per i migliori cinque campionati) e alle vincitrici delle Coppe nazionali delle migliori quindici federazioni. Inoltre, si qualificano all'Europa League le squadre eliminate dal secondo turno di qualificazione in poi della Champions League.
Il turno di accesso, differenziato anche fra squadre della stessa nazione, dipende dal coefficiente UEFA – classifica che tiene conto dei risultati maturati nelle precedenti cinque stagioni dalle squadre di una nazione, in tutte le competizioni europee – della propria federazione. 
I turni preliminari seguono uno schema simile a quelli della Champions League, infatti sono suddivisi in due percorsi: «piazzati», a cui accedono le squadre che si sono qualificate non vincendo un campionato, e «campioni», a cui accedono i vincitori dei campionati eliminati dai turni di qualificazione della Champions League. Accedono al penultimo turno preliminare di Europa League le squadre eliminate nel secondo turno di qualificazione della Champions League, mentre le perdenti del terzo turno accedono all'ultimo turno; le società che falliscono all'ultimo gradino l'ingresso nella massima competizione continentale entrano direttamente nella fase a gironi.

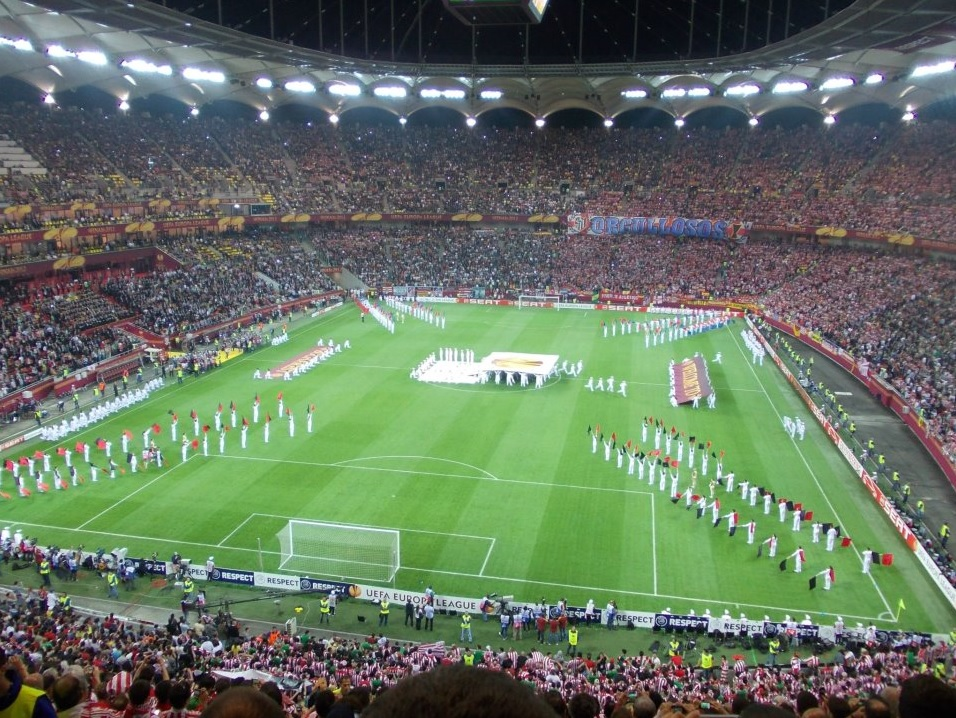
Vista d'insieme della cerimonia d'apertura della finale del 2012

Al termine dei due turni preliminari, da svolgersi con gare di andata e ritorno e a eliminazione diretta, si qualificano ai gironi dieci delle venti squadre partecipanti all'ultimo turno, mentre le rimanenti si qualificano ai gironi di Conference League.
Le dodici squadre già qualificate direttamente ai gironi sono: le vincitrici delle coppe nazionali delle migliori sei federazioni, le quinte classificate delle prime quattro federazioni e la quarta della quinta; ad esse si aggiunge il detentore della Conference League, se non è già qualificato per la Champions League (o per l'Europa League stessa).
Dalla stagione 2024-2025 viene cambiato il format della fase a gironi come per le altre competizioni per club europee maschili: un girone unico da 36 squadre in cui vengono sfidate 8 squadre, ovvero 2 da ogni urna. Le prime 8 in classifica passano direttamente ai ottavi, le squadre piazzate tra il 9º e il 24º posto fanno un playoff per gli ottavi e le ultime 12 sono eliminate. La fase a eliminazione diretta rimane la stessa dagli ottavi in poi (quindi con formula andata/ritorno eccetto la finale in gara secca) e le qualificazioni sono rimaste le stesse.
La fase a gironi usata fino al 2024 è strutturata su otto gruppi da quattro squadre ciascuno e con gare di andata e ritorno, su un calendario e regolamento identici a quelli di Champions League. La prima classificata di ciascun girone accede agli ottavi di finale, mentre la seconda disputa i play-off per gli ottavi contro una terza classificata nei gironi di Champions League; la terza classificata disputa i play-off per gli ottavi di Conference League contro una seconda di questa competizione; la quarta è eliminata da ogni competizione.
La fase ad eliminazione diretta prima del 2024 iniziava con la disputa degli spareggi tra le seconde classificate e le terze provenienti dalla Champions League, con le vincenti che accedono agli ottavi di finale, nei quali sfidano le squadre prime classificate.
La prima finale in partita unica fu disputata a Parigi nel 1998 e vide l'Inter prevalere sulla Lazio per 3-0. Prima di questa novità, la finale e tutte le partite a eliminazione diretta prevedevano, in caso di pareggio, la regola dei gol fuori casa (abolita a partire dall'edizione 2021-22) e, eventualmente, tempi supplementari e tiri di rigore.
La formula classica prevedeva invece sessantaquattro squadre che si affrontavano in turni di andata e ritorno, trentaduesimi, sedicesimi, ottavi, quarti, semifinali e finali: partecipavano alla Coppa UEFA le squadre immediatamente classificatesi alle spalle della squadra campione nazionale eccetto la vincitrice della coppa domestica, e il numero di squadre per federazione era determinato, dall'edizione 1980-81, dal ranking UEFA, mentre in precedenza era ancora vigente il regolamento ereditato dalla Coppa delle Fiere, il quale prevedeva l'assegnazione d'ufficio dei posti alle federazioni, dando per principio quattro posti alla Germania Ovest, all'Inghilterra e all'Italia. Dopo il 1980, invece, federazioni come la Germania, l'Inghilterra, la Spagna e l'Italia, in ragione dei risultati delle proprie squadre nelle competizioni europee, hanno storicamente avuto sempre almeno due, se non, spesso, tre o quattro squadre in tale competizione.

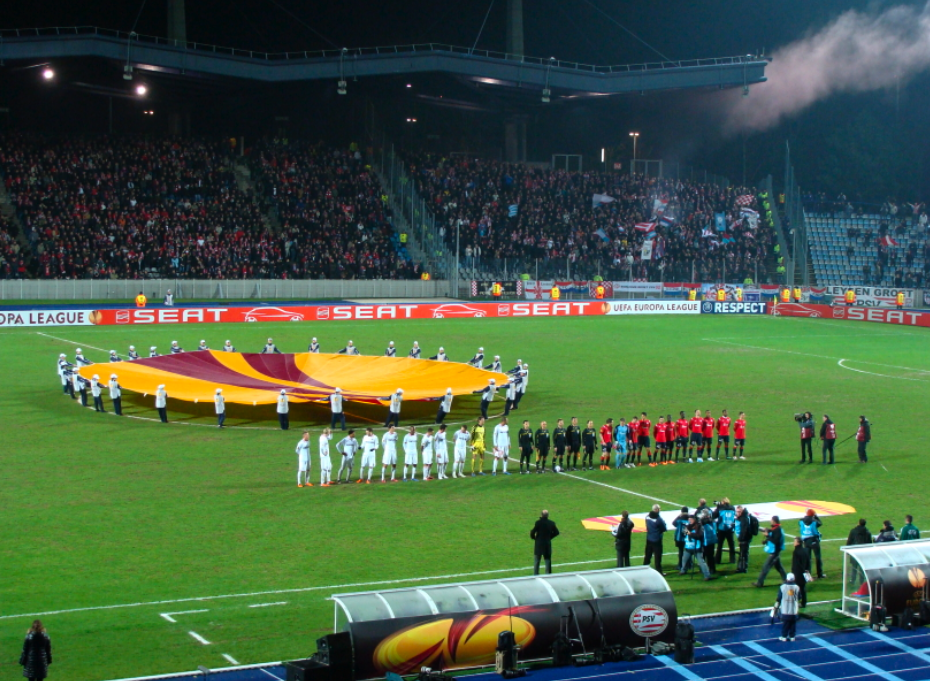
Come parte del cerimoniale che precede tutte le sfide di Europa League, è presente il logo della manifestazione al centro del campo

La prima modifica arrivò nel 1994 quando, preso atto della moltiplicazione degli stati dell'Europa orientale a seguito della dissoluzione dell'Unione Sovietica, e in parallelo alle prime riforme della Coppa dei Campioni/Champions League, la lista d'accesso si allungò a 90 squadre con un turno preliminare in agosto e l’accoglienza dei campioni delle piccole nazioni. Nel 1996 i preliminari divennero due, e la lista si aprì definitivamente a qualunque nazione si affiliasse oltre che alle perdenti dei preliminari di Champions League.
Fino al 2009, valeva per la UEFA il principio della Champions League: dopo la vittoria di cinque edizioni complessive o dopo l'affermazione in tre edizioni consecutive, veniva lasciata alla squadra vincitrice l'originale della coppa. Dal 2010, invece, questo principio non vale più. Nessuna squadra ha ottenuto questo record fino al cambio di denominazione: il Siviglia ha raggiunto questo risultato nel 2016, arrivando a cinque vittorie complessive e contemporaneamente a tre consecutive.
Nel 2013 l'UEFA ha approvato alcune modifiche al regolamento della competizione; la principale novità, in vigore dall'edizione 2014-2015, riguarda l'accesso alla Champions League per la vincitrice dell'Europa League: a essa verrà riservato un posto nell'ultimo turno preliminare, ma con il privilegio, di poter accedere direttamente ai gironi qualora i detentori della Champions League, (come spesso accade) si siano già qualificati a tale fase tramite il piazzamento nel proprio campionato nazionale.
Dall'edizione 2015-2016 e fino a quella 2020-2021, tutte le federazioni sono state dotate di una fornitura fissa di tre posti nella competizione. È stato quindi eliminato il privilegio di approntare quattro club a favore delle federazioni numero 7, 8 e 9 del coefficiente UEFA Sempre dalla stessa edizione, viene ampliato ai vincitori delle dodici più prestigiose coppe nazionali il diritto di entrare in gioco direttamente nella fase a gironi, privilegio che viene inoltre garantito anche alle migliori piazzate nei campionati delle quattro principali federazioni. Da questa edizione non sono più ammesse le finaliste perdenti delle coppe nazionali che non abbiano ottenuto un piazzamento utile per la partecipazione in campionato. Dall'edizione 2016-2017, inoltre, non vengono più assegnati i tre posti aggiuntivi al primo turno preliminare, precedentemente previsti per le prime tre nazioni classificate annualmente in base al fair play ranking; alle federazioni vincitrici di tale classifica vengono ora consegnati dei corrispondenti premi in denaro. 
Dall'edizione 2017-2018 la vincitrice dell'Europa League accede sempre direttamente ai gironi della successiva edizione della Champions League, indipendentemente dal piazzamento in campionato dei detentori della competizione maggiore. Dall'edizione 2018-2019 la possibilità di iscrivere una seconda squadra direttamente alla fase a gironi viene concessa anche ad una quinta federazione; inoltre a causa dell'aumento delle squadre ripescate dai turni di qualificazione della Champions League, per la prima volta viene introdotto un quinto turno preliminare.
Dall'edizione 2021-2022, con l'introduzione della Conference League, la maggior parte delle squadre partecipanti ai turni preliminari viene iscritta a questa nuova competizione, permettendo la riduzione dei turni preliminari da 5 a 2; diminuiscono anche le squadre qualificate direttamente ai gironi, che scendono da 17 a 12.

### Critiche
Dall'introduzione del meccanismo usato fino al 2024, ci si è interrogati ciclicamente sulla correttezza o meno del ripescaggio delle terze classificate dei gironi di UEFA Champions League. A partire dal 2000, infatti, sono state nove le squadre retrocesse dalla prima competizione europea che poi si sono aggiudicate l'Europa League. È per questo che, con l'introduzione della Conference League e la conseguente modifica dell'Europa League, a partire dal 2021 le ripescate dai gironi di Champions League non accedono immediatamente alla fase a eliminazione diretta, ma devono disputare uno spareggio addizionale contro le seconde classificate dei gironi della competizione cadetta, che consente l'accesso agli ottavi di finale. Con l'introduzione della fase campionato in tutte e tre le competizioni UEFA, la retrocessione in una coppa minore non è più possibile.

## Trofeo
Il trofeo, che pesa 15 kg e che presenta un'altezza di 65 cm, una larghezza di 33 cm e una profondità di 23 cm, è realizzato in argento, senza manici e poggia su una base di marmo giallo; da questa si diparte un gruppo di giocatori che sembrano lottare per raggiungere un pallone e la dicitura COUPE UEFA: di fatto, essi sostengono la coppa ottagonale che riporta l'emblema dell'UEFA.
La coppa è stato disegnata da Silvio Gazzaniga e realizzata dai laboratori Bertoni di Milano per la prima finale della competizione, nel 1972, per un costo di 23 000 euro. Ogni squadra che vince la competizione per tre volte di seguito o cinque in totale ha, inoltre, il diritto di esporre sulle maglie di gioco un multiple-winner badge: tale diritto è stato acquisito dal Siviglia nella stagione 2015-16, dopo aver vinto la competizione per la quinta volta, nonché terza consecutiva.

## Albo d'oro e statistiche
Di seguito l'albo d'oro a partire dall'edizione inaugurale del 1971-1972. Dall'edizione 2009-2010 viene cambiato il nome in UEFA Europa League.
Le squadre in grassetto sono quelle al loro primo titolo e il numero tra parentesi indica i titoli ottenuti fino a quel momento, incluso quello conquistato nella stessa stagione.
- 1971-1972:   Tottenham
- 1972-1973:   Liverpool
- 1973-1974:   Feyenoord
- 1974-1975:   Borussia M'gladbach
- 1975-1976:   Liverpool (2)
- 1976-1977:   Juventus
- 1977-1978:   PSV
- 1978-1979:   Borussia M'gladbach (2)
- 1979-1980:   Eintracht Francoforte
- 1980-1981:   Ipswich Town
- 1981-1982:   IFK Göteborg
- 1982-1983:   Anderlecht
- 1983-1984:   Tottenham (2)
- 1984-1985:   Real Madrid
- 1985-1986:   Real Madrid (2)
- 1986-1987:   IFK Göteborg (2)
- 1987-1988:   Bayer Leverkusen
- 1988-1989:   Napoli
- 1989-1990:   Juventus (2)
- 1990-1991:   Inter
- 1991-1992:   Ajax
- 1992-1993:   Juventus (3)
- 1993-1994:   Inter (2)
- 1994-1995:   Parma
- 1995-1996:   Bayern Monaco
- 1996-1997:   Schalke 04
- 1997-1998:   Inter (3)
- 1998-1999:   Parma (2)
- 1999-2000:   Galatasaray
- 2000-2001:   Liverpool (3)
- 2001-2002:   Feyenoord (2)
- 2002-2003:   Porto
- 2003-2004:   Valencia
- 2004-2005:   CSKA Mosca
- 2005-2006:   Siviglia
- 2006-2007:   Siviglia (2)
- 2007-2008:   Zenit San Pietroburgo
- 2008-2009:   Šachtar
- 2009-2010:   Atlético Madrid
- 2010-2011:   Porto (2)
- 2011-2012:   Atlético Madrid (2)
- 2012-2013:   Chelsea
- 2013-2014:   Siviglia (3)
- 2014-2015:   Siviglia (4)
- 2015-2016:   Siviglia (5)
- 2016-2017:   Manchester Utd
- 2017-2018:   Atlético Madrid (3)
- 2018-2019:   Chelsea (2)
- 2019-2020:   Siviglia (6)
- 2020-2021:   Villarreal
- 2021-2022:   Eintracht Francoforte (2)
- 2022-2023:   Siviglia (7)
- 2023-2024:   Atalanta
- 2024-2025:   Tottenham (3)

### Vittorie per squadra
| Squadra               | Nazione     | Vittorie | Secondi posti | Finali giocate |
| --------------------- | ----------- | -------- | ------------- | -------------- |
| Siviglia              | Spagna      | 7        | 0             | 7              |
| Inter                 | Italia      | 3        | 2             | 5              |
| Tottenham             | Inghilterra | 3        | 1             | 4              |
| Liverpool             | Inghilterra | 3        | 1             | 4              |
| Juventus              | Italia      | 3        | 1             | 4              |
| Atlético Madrid       | Spagna      | 3        | 0             | 3              |
| Borussia M'gladbach   | Germania    | 2        | 2             | 4              |
| Real Madrid           | Spagna      | 2        | 0             | 2              |
| IFK Göteborg          | Svezia      | 2        | 0             | 2              |
| Parma                 | Italia      | 2        | 0             | 2              |
| Feyenoord             | Paesi Bassi | 2        | 0             | 2              |
| Porto                 | Portogallo  | 2        | 0             | 2              |
| Chelsea               | Inghilterra | 2        | 0             | 2              |
| Eintracht Francoforte | Germania    | 2        | 0             | 2              |
| Manchester Utd        | Inghilterra | 1        | 2             | 3              |
| Anderlecht            | Belgio      | 1        | 1             | 2              |
| Ajax                  | Paesi Bassi | 1        | 1             | 2              |
| Bayer Leverkusen      | Germania    | 1        | 1             | 2              |
| PSV                   | Paesi Bassi | 1        | 0             | 1              |
| Ipswich Town          | Inghilterra | 1        | 0             | 1              |
| Napoli                | Italia      | 1        | 0             | 1              |
| Bayern Monaco         | Germania    | 1        | 0             | 1              |
| Schalke 04            | Germania    | 1        | 0             | 1              |
| Galatasaray           | Turchia     | 1        | 0             | 1              |
| Valencia              | Spagna      | 1        | 0             | 1              |
| CSKA Mosca            | Russia      | 1        | 0             | 1              |
| Zenit San Pietroburgo | Russia      | 1        | 0             | 1              |
| Šachtar               | Ucraina     | 1        | 0             | 1              |
| Villarreal            | Spagna      | 1        | 0             | 1              |
| Atalanta              | Italia      | 1        | 0             | 1              |

### Vittorie per federazione
| Nazione     | Finali vinte | Finali perse | Finali totali | Vincitrici                                                                                              | Finaliste |
| ----------- | ------------ | ------------ | ------------- | --- | --- |
| Spagna      | 14           | 5            | 19            | Siviglia (7) Atlético Madrid (3) Real Madrid (2) Valencia (1) Villarreal (1)                            | Espanyol (2) Athletic Bilbao (2) Alavés (1)                                                                               |
| Inghilterra | 10           | 9            | 19            | Tottenham (3) Liverpool (3) Chelsea (2) Ipswich Town (1) Manchester Utd (1)                             | Arsenal (2) Manchester Utd (2) Liverpool (1) Tottenham (1) Wolverhampton (1) Middlesbrough (1) Fulham (1)                 |
| Italia      | 10           | 8            | 18            | Inter (3) Juventus (3) Parma (2) Napoli (1) Atalanta (1)                                                | Inter (2) Roma (2) Fiorentina (1) Torino (1) Juventus (1) Lazio (1)                                                       |
| Germania    | 7            | 9            | 16            | Borussia M'gladbach (2) Eintracht Francoforte (2) Bayer Leverkusen (1) Bayern Monaco (1) Schalke 04 (1) | Borussia M'gladbach (2) Borussia Dortmund (2) Amburgo (1) Colonia (1) Stoccarda (1) Werder Brema (1) Bayer Leverkusen (1) |
| Paesi Bassi | 4            | 3            | 7             | Feyenoord (2) PSV (1) Ajax (1)                                                                          | Ajax (1) Twente (1) AZ Alkmaar (1)                                                                                        |
| Portogallo  | 2            | 5            | 7             | Porto (2)                                                                                               | Benfica (3) Sporting Lisbona (1) Braga (1)                                                                                |
| Svezia      | 2            | 0            | 2             | IFK Göteborg (2)                                                                                        | — |
| Russia      | 2            | 0            | 2             | CSKA Mosca (1) Zenit San Pietroburgo (1)                                                                | — |
| Belgio      | 1            | 2            | 3             | Anderlecht (1)                                                                                          | Anderlecht (1) Club Bruges (1)                                                                                            |
| Ucraina     | 1            | 1            | 2             | Šachtar (1)                                                                                             | Dnipro (1) |
| Turchia     | 1            | 0            | 1             | Galatasaray (1)                                                                                         | — |
| Francia     | 0            | 5            | 5             | — | Olympique Marsiglia (3) Bastia (1) Bordeaux (1)                                                                           |
| Scozia      | 0            | 4            | 4             | — | Rangers (2) Dundee (1) Celtic (1)                                                                                         |
| Jugoslavia  | 0            | 1            | 1             | — | Stella Rossa (1) |
| Ungheria    | 0            | 1            | 1             | — | Fehérvár (1) |
| Austria     | 0            | 1            | 1             | — | Salisburgo (1) |

## Loghi

Dal 1997 al 2004
Dal 2004 al 2009
Dal 2009 al 2015
Dal 2015 al 2021
Dal 2021 al 2024
Dal 2024